# Selenocosmia crassipes
Selenocosmia crassipes är en spindelart som först beskrevs av Ludwig Carl Christian Koch 1874.  Selenocosmia crassipes ingår i släktet Selenocosmia och familjen fågelspindlar.
Artens utbredningsområde är Queensland. Inga underarter finns listade i Catalogue of Life.